# تاكاو سوزوكي
تاكاو سوزوكي (باليابانية: 鈴木貴男) مواليد 20 سبتمبر 1976 في سابورو، هو لاعب كرة مضرب ياباني سابق بدأ مسيرته كمحترف سنة 1995 وكان يلعب باليد اليمنى. أعلى تصنيف له في الفردي كان المركز الـ 102 في سنة 1998. أعلى تصنيف له في الزوجي كان المركز الـ 119 في سنة 2005. سبق أن شارك في دورة الألعاب الأولمبية الصيفية.

## وصلات خارجية
- تاكاو سوزوكي على موقع رابطة محترفي التنس (الإنجليزية)
- تاكاو سوزوكي على موقع الاتحاد الدولي لكرة المضرب (الإنجليزية)
- تاكاو سوزوكي على موقع كأس ديفيز (الإنجليزية)
- تاكاو سوزوكي على موقع خلاصة التنس.كوم (الإنجليزية)
- تاكاو سوزوكي على موقع إي إس بي إن.كوم (الإنجليزية)
- تاكاو سوزوكي على موقع أوليمبيديا (الإنجليزية)
- الموقع الرسمي